# Coca-Cola HBC
Coca-Cola Hellenic Bottling Company S.A. (en griego: Coca-Cola Ελληνική Εταιρεία Εμφιαλώσεως Α.Ε.) es el segundo mayor embotellador del mundo de Coca-Cola. Es el embotellador en 28 países; sus mercados bien establecidos incluyen Grecia, Chipre, la República de Irlanda, Irlanda del Norte,  Austria, Suiza e Italia; sus mercado en desarrollo incluyen Polonia, los Estados Bálticos, República Checa, Eslovenia, Eslovaquia, Hungría y Croacia. Sus mercados emergentes incluyen Rusia, Ucrania, Bielorrusia, Rumania, Montenegro, Armenia, Bulgaria, Serbia, Bosnia y Herzegovina, Nigeria.
Coca-Cola Hellenic fue creada en agosto de 2000 con la fusión de la compañía Hellenic Bottling Company S.A., con sede en Atenas, con  Coca-Cola Beverages plc, que se había escindida de Coca-Cola Amatil en 1998.  
La línea de productos de Coca-Cola Hellenic incluye bebidas gaseosas carbonatadas (CSD) y no carbonatadas (non-CSD), zumos, agua, bebidas deportivas y energéticas, y bebidas instantáneas como tes y cafés. 
Las acciones de la compañía son propiedad en un 23% del grupo Kar-Tess, una subsidiaria de David Group (Όμιλος Δαυίδ), un 23% de Coca-Cola Company y el restante 54% se negocian en las bolsa de Atenas, Londres y Nueva York.
En octubre de 2012, la compañía anunció que trasladaría su sede operacional a Suiza y que cambiaría el mercado de cotización principal a Londres. Esto fue un duro golpe para la bolsa de Atenas, ya que Coca-Cola Hellenic era su mayor empresa listada por valor de mercado. Las razones para el traslado incluyen mejor acceso a la financiación y un alejamiento de la crisis que golpea Grecia, que había llevado a las agencias de calificación a rebajar su calificación crediticia durante el verano a tres niveles sobre el nivel de "bono basura".

## Subsidiarias
- Lanitis Bros Ltd. (Chipre)
- Coca-Cola HBC Italia S.r.l. (solo para el sur de la Italia continental y Cerdeña, anteriormente Coca-Cola Bevande Italia S.p.A. y SoCIB S.p.A.)
- Coca-Cola HBC Schweiz AG (incorporando Valser Mineralquellen AG)
- Coca-Cola HBC Austria GmbH (incorporando Römerquelle GmbH)
- Coca-Cola HBC Northern Ireland Ltd. (anteriormente Ulster Iced Drinks Co. y, después, Coca-Cola Bottlers Ulster Ltd.)
- Coca-Cola HBC Ireland Ltd. (anteriormente Coca-Cola Bottling Co. Dublin Ltd.)
- Nigerian Bottling Company Plc
- Coca-Cola HBC Armenia CJSC
- Coca-Cola HBC Bulgaria AD
- Coca-Cola HBC Switzerland Ltd
- Coca-Cola HBC Srbija A.D.
- AS Coca-Cola HBC Eesti

## Criticada
La empresa Hellenic Bottling Company (HBC) fue criticada por continuar sus operaciones en Rusia tras la invasión del país a Ucrania en 2022. A pesar de la presión global para que dejara de operar en Rusia, HBC siguió activa allí, lo que generó llamados a boicots y reacciones negativas. Esta controversia formó parte de un debate más amplio sobre si las empresas deben seguir haciendo negocios en países involucrados en conflictos.